# Satanic Warmaster
Satanic Warmaster är ett finskt Black metal-band som grundades år 1998 i Villmanstrand.

## Medlemmar
Nuvarande medlemmar
- Werewolf (Lauri Penttilä aka Satanic Tyrant Werwolf / Nazgul von Armageddon / Graf Werewolf / Vince Venom) – gitarr, basgitarr, sång, keyboard, trummor (1998– )

Tidigare musiker
- Lord War Torech (Arttu Pulkkinen) – gitarr (2000–?)

Turnerande medlemmar
- T.H. – gitarr
- Vholm (Lars Holm) – trummor
- Lord Sargofagian (Ossi Mäkinen) – trummor
- Pete Talker – basgitarr
- Fyrdkal (Lauri Kesäläinen) – gitarr

Bidragande musiker
- Nigrantium – trummor (studio)

## Diskografi
Demo
- 2000 – Bloody Ritual
- 2000 – Gas Chamber (Rehearsal)
- 2013 – Nova Ordo Ater (Rehearsal 2009)
- 2016 – Strength & Honour (Instrumental)
- 2016 – Carelian Satanist Madness (Instrumental)
- 2016 – Opferblut (Instrumental)

Studioalbum
- 2001 – Strength & Honour
- 2003 – Opferblut
- 2005 – Carelian Satanist Madness
- 2010 – Nachzehrer
- 2014 – Fimbulwinter
- 2022 - Aamongandr

Livealbum
- 2007 – Black Metal Massacre
- 2007 – Werewolf Hate Attack
- 2014 – Death Live 2012
- 2015 – From the Carelian Battlegrounds
- 2017 – Live in Hekelgem (Official Bootleg)
- 2018 – Death Live 2014 Koiwa

EP
- 2002 – Black Katharsis
- 2004 – ...of the Night
- 2007 – Revelation
- 2015 – Project Tireheb
- 2015 – 瘴疠禁室

Singlar
- 2010 – "Ondskapens Makt" / "Forgotten Graves"
- 2011 – "Winter's Hunger" / "Torches"
- 2012 – "In Eternal Fire" / "Ghost Wolves"

Samlingsalbum
- 2005 – Black Metal Kommando / Gas Chamber
- 2006 – Black Metal Kommando
- 2008 – Revelation ...of the Night
- 2010 – W.A.T.W.T.C.O.T.B.W.O.A.A.
- 2014 – Luciferian Torches
- 2017 – We Are the Worms That Crawl on the Broken Wings of an Angel (A Compendium of Past Crimes)

Annat
- 2003 – "The Sick Winds Stir the Cold Dawn" / "Hold on to Your Dreams" (delad singel: Krieg / Satanic Warmaster)
- 2003 – "The True Face of Evil" (delad singel: The True Frost ("As Rays of Black Light") / Satanic Warmaster ("Satan's Race")
- 2004 –  Akitsa / Satanic Warmaster (delad EP)
- 2004 – Satanic Warmaster / Gestapo 666 (delad album)
- 2004 – Clandestine Blaze / Satanic Warmaster (delad album)
- 2006 – "A for the Black Empire" / "...Ancient Visitors from Ur... And the Holocaust of Renegades" (delad singel: Satanic Warmaster / Stutthof)
- 2007 – Aryan Blood / Satanic Warmaster (delad EP)
- 2007 – Mütiilation / Satanic Warmaster / Drowning the Light (delad album)
- 2008 – "Return of Iron and Blood" / "Một chuyện...chưa quên (A Matter...Unforgotten)" (delad singel: Satanic Warmaster / Vothana)
- 2008 – "Southern" / "Carelian Black Metal Holocaust" (delad singel: Satanic Warmaster / Evil)
- 2008 – Behexen / Satanic Warmaster (delad EP)
- 2009 – "Majesty of Wampyric Blood" / "Leichenfeuer" (delad singel: Satanic Warmaster / Totenburg)
- 2015 – Lux Satanae (Thirteen Hymns of Finnish Devil Worship) (delad album: Satanic Warmaster / Archgoat)
- 2015 – Project Tireheb (samarbete Satanic Warmaster / Moozzhead, 12" vinyl)